# Dammtjärnen (Lima socken, Dalarna, 677470-135122)
Dammtjärnen är en sjö i Malung-Sälens kommun i Dalarna och ingår i Dalälvens huvudavrinningsområde.